# 7835 Myroncope
7835 Myroncope è un asteroide della fascia principale. Scoperto nel 1993, presenta un'orbita caratterizzata da un semiasse maggiore pari a 2,5546930 UA e da un'eccentricità di 0,2331362, inclinata di 12,94519° rispetto all'eclittica.
L'asteroide è dedicato al giornalista sportivo statunitense Myron Cope.